# Дух в оболонці
«Дух в оболонці» (яп. 攻殻機動隊, англ. Ghost in the Shell) також «Привид у латах» — відома манґа в жанрі кіберпанк, створена манґакою Масамуне Сіро в 1991 році. Екранізована режисером Осії Мамору у форматі повнометражних аніме-фільмів: «Ghost in the Shell» (1995) та «Ghost in the Shell 2: Innocence» (2004). Також компанією Production I.G було випущено телевізійний аніме-серіал «Ghost in the Shell: Stand Alone Complex». Перший сезон в 2002, другий під назвою «Ghost in the Shell: Stand Alone Complex 2nd GIG» — в 2004 році, режисер Кенджі Каміяма, композитор Канно Йоко.
У 2002 вийшов сиквел манґи — «Ghost in the Shell 2: Man/Machine Interface» (яп. 攻殻機動隊 : 2 ManMachine Interface).
В самій Японії екранізація манґи не набула великої популярності, але в США екранізації стали культовими та об'єктом наслідування для багатьох анімаційних та кінофільмів. Наприклад творці «Матриці» — сестри Вачовські — відкрито стверджували, що надихалися при створенні свого фільму цим аніме, що також підтверджується неодноразовим, майже буквальним повторенням кадрів з аніме у фільмі.
У 2020 році корпорація Netflix анонсувала вихід мультсеріалу за мотивами манги «Ghost in the Shell».

## Сюжет

### Ghost in the Shell
До 2029 року широко розповсюдилися комп'ютерні мережі та кібер-технології. Але це створило не лише нові можливості, але й нові загрози для людей — оскільки практично усі вживили собі різноманітні нейронні імплантати, став можливим так званий «злом мозку».
Хакер, що давно знаходиться в розшуку і якого прозвали Ляльководом, починає втручатися в політику, і тоді «9-й Відділ» Міністерства Суспільної безпеки, спецпідрозділ поліції, оснащений за останнім словом техніки, отримує наказ розслідувати цю справу і зупинити Ляльковода. У гонитві за ним виникає питання: що робить людину людиною і хто такий Ляльковод в цьому світі, де межа між людиною і машиною майже непомітна Протягом серіалу тачікоми намагаються зрозуміти, що таке Привид (щось на кшталт Душі, Особистості) і як визначити його наявність. Мотоко Кусанаґі уважно спостерігає за їхніми дослідженнями в цій галузі. 

### Ghost in the Shell 2: Innocence
Пройшли багато років після подій першого фільму. «9-й Відділ» як і раніше виконує свою роботу. Викрадено маленьку дівчинку і незабаром на вулицях з'являються андроїди, що вбивають людей, а після цього саморуйнуються. Але перед знищенням один з таких андроїдів попросив про допомогу.

### Привид у латах: Синдром одинака 1st GIG
Шість років тому невідомим геніальним хакером був викрадений президент великої корпорації, яка виробляє мікромашини. Цей хакер зламував всі кібернетичні пристрої навколо себе, тому ніхто не знає його обличчя, а замість цього бачать лише емблему «Людини, що сміється».
Ці події вже стали історією, але в Управлінні МВС досі працює опергрупа, що розслідує справу «Людини, що сміється». І ось в руках одного з оперативників опиняються цінні докази.

### Привид у латах: Синдром одинака 2nd GIG
В Японії знову неспокійно. Таємнича група терористів, що називає себе «Одинадцять партекуляристів» проводить теракт за терактом, направлених проти біженців та іноземців. «Японія для японців?», але не все так просто. За всім цим стоїть хтось, кому дуже вигідно дестабілізувати ситуацію в країні і «9-й відділ» береться за розслідування цієї справи.

### Ghost in the Shell: Stand Alone Complex - Tachikoma na Hibi
Міні-серіал у жанрі омаке. Він був знятий, як доповнення до основного серіалу.

### Ghost in the Shell: S.A.C. Solid State Society
Ghost in the Shell: S.A.C. Solid State Society (?攻殻機動隊 S.A.C. Solid State Society) — повнометражний фільм, виданий в 2006 році студією Production I.G. Як і інші твори всесвіту «Ghost in the Shell», фільм базується на манзі Масамуне Шіро. Бюджет фільму склав 3,2 млн. $.
Зважаючи на використання гри слів в назві, може існувати декілька перекладів:
- «Синдром одинака: Суспільство Міцна Держава»
- «Комплекс одинака: Співтовариство Стабільної Державності».
- «Комплекс одинака: Непохитне співтовариство».
- «Комплекс одинака: Напівпровідникове суспільство».

#### Сюжет
Пройшли два роки після подій, описаних в GITS Stand Alone Complex 2nd GIG, і Мотоко Кусанаґі вже покинула 9-й відділ, який за цей час розрісся до команди з 20-ти оперативників на чолі з Тоґусою. Співробітники 9 відділу стикаються з декількома дивними випадками, які приводять їх до головного підозрюваного, висококласного хакера Ляльковода.
Під час розслідування шляхи Бато і Мотоко перетинаються. Вона попереджає його не наближатися до товариства Solid State. Як з'ясувалося потім це товариство було створено для використання ментальних ресурсів людей похилого віку підключених до системи охорони здоров'я, яка підтримувала їх життя поки вони не помруть природною смертю. Також підключені до системи могли піклуватися про сиріт або дітей з неблагополучних сімей, знаходячи сенс для життя і заповідаючи цим дітям своє майно після смерті. Проте, дітей почали викрадати щоб зробити частиною системи Solid State. Офіційні особи нічого не підозрювали про це. За всім цим і стояв Ляльковод, що створив інфраструктуру викрадання дітей і промивки мізків їм і їх батькам.

## Персонажі
Кусанаґі Мотоко (яп. 草薙 素子) — найкваліфікованіший та найефективніший лідер. За винятком головного та частини спинного мозку, її тіло складається з кібернетичних частин. В 9-му відділі займає посаду командира під час операцій.
Колеги звуть її Майором. Вона давно забула своє справжнє ім'я. Мотоко впродовж свого життя навчилася управляти своїм штучним тілом досконало, що зробило її першокласною зброєю (звідси і псевдонім «Кусанаґі», тобто «вражаючий меч»). Вона стала військовим і дослужилася до майора Військ Самооборони Японії, очевидно, пройшла багато збройних конфліктів. Після закінчення військової кар'єри вона перейшла в МВС, де був створений спеціальний відділ боротьби з тероризмом і комп'ютерною злочинністю.
Її кібермозок дозволяє буквально «пірнати» в комп'ютерні мережі, вона має високоміцне тіло, вагою в 2 центнери, з титановим скелетом. Займається груповим сексом з двома подругами, які років на 15 молодші від неї, але не відмовиться й від чоловіка чи дитини.
Кібертіло не старіє, тому Кусанаґі виглядає значно молодшою за свої 35-40 років. Кусанаґі непогано знає Тхеквондо, чудово стріляє і до того ж є першокласним хакером. Її здібності не дозволяють їй ідентифікувати себе з людьми. Крім того, життя, повне вбивств і насильства, і повна самотність ведуть до глибокого душевного конфлікту, що має явно нігілістично-депресивний характер. Жодної можливості покинути Відділ у неї немає: вона стала заручником власного тіла, яке тепер належить державі.
Бато — кіборг із надзвичайною фізичною силою. Екс-рейнджер і ветеран багатьох кривавих конфліктів в Південній Америці. Вік невідомий, але на вигляд йому приблизно п'ятдесят років. Більшість свого вільного часу проводить в спортзалі, тренуючись у боксі, яким він володіє досконало. У конфлікті в Середній Азії Бато прославився як фахівець з тортур, має прізвисько «Стоматолог» через свої жорстокі методи та витончений садизм.
Бато — висококласний фахівець з тактичної розвідки і партизанської війни. Любить ділити людей на «масу», «поліцію» і «професіоналів», має штучні очі з вбудованою інфрачервоною сенсорикою. Майора Кусанаґі вперше зустрів в Мексиці, після чого став явно небайдужий до неї. Вважає Майора Кусанаґі мужоподібною і навіть радить їй поміняти тіло на чоловіче, але сам знаходиться під її чарами. В порівнянні з нею гірший аналітик, але рішучіший і завжди покладається на грубу силу.
Прив'язаний до свого автомобіля і однієї з Тачіком, яку він балує (наприклад обслуговуванням натуральним мастилом замість синтетичного). За що, у свою чергу, всі Тачікоми, завдяки синхронізації пам'яті, прив'язані до нього. Іноді демонструє співчуття як до кіборгів, так і до людей. Часто втрачає душевний спокій від неминучості смерті і знищення.